# Peginterferon β
Peginterferon β-1a ist der erste PEGylierte Arzneistoff aus der Gruppe der Beta-Interferone. PEGylierung bedeutet eine Bindung des Wirkstoffes mit Polyethylenglycol (PEG), wodurch der Wirkstoff vor diversen Abbauprozessen besser geschützt wird, und dadurch eine längere Wirkzeit ermöglicht wird. PEGyliertes Beta-Interferon braucht daher nur noch alle zwei Wochen subkutan gespritzt zu werden. Der Wirkstoff ist jedoch sofort nach der Applikation verfügbar. Peginterferon β-1a (Handelsname Plegridy®, Hersteller Biogen) wurde im Juli 2014 in Europa und im August 2014 in den USA zur Behandlung der Multiplen Sklerose zugelassen.

## Interferone
Interferone wurden 1957 primär als zelluläre Abwehrstoffe gegen die Ausbreitung von Virusinfektionen im Gewebe entdeckt. Interferone besitzen die Eigenschaft, über eine unspezifische Stimulation der T-Lymphozyten eine Abwehrreaktion des Körpers gegen manche Virusinfektionen zu verstärken. Heute steht neben den antiviralen Eigenschaften zusätzlich die Anti-Tumor-Wirkung im Vordergrund des therapeutischen Interesses.
Als Medikamente der 1. Wahl zur Basistherapie der schubförmigen Multiplen Sklerose (MS) werden Beta-Interferone eingesetzt.

## Vorteile der PEGylierung
Peginterferon α-2b war das erste pegylierte Interferon auf dem Markt und wurde unter dem Produktnamen PegIntron® zugelassen. Zwischenzeitlich gibt es einige verschiedene Peginterferon-α-Varianten und auch einige andere pegylierte Medikamente, z. B.  Mircera® (Hersteller Roche) und Neulasta® (Hersteller Amgen).
Die PEGylierung erhöht die Molekülmasse des Wirkstoffes und kann einige signifikante pharmakologische Vorteile gegenüber dem unmodifizierten Wirkstoff implizieren:
- erhöhte Wirkstofflöslichkeit
- Verlängerung der Zeiträume zwischen der Applizierung des Wirkstoffes ohne Reduzierung der Effizienz und mit meist geringeren toxischen Nebenwirkungen
- verlängerte Verweilzeit im Körper des Patienten
- erhöhte Wirkstoffstabilität
- besseren Schutz gegen den Abbau durch Proteasen

Kommerziell gesehen hat die PEGylierung ebenfalls Vorteile. So können neben der Entwicklung patientenfreundlicherer Darreichungsformen und Dosierungen auch die Patentlaufzeiten älterer Wirkstoffpatente durch neue Patente verlängert werden.

## Studien

### Peginterferon β-1a
Im April 2014 wurden auf dem Annual Meeting der American Academy of Neurology die Ergebnisse der so genannten ADVANCE-Studie präsentiert, die die Grundlage zum Zulassungsantrag darstellen. Die zweijährige Phase-III-Studie war eine globale, multizentrische, randomisierte, doppelblinde, Parallelgruppen-, Placebo-kontrollierte Studie, die die Wirksamkeit und Sicherheit von Plegridy® bei 1.516 Patienten mit MS evaluieren sollte. Die Studie untersuchte zwei Dosierungen von Plegridy®: 125 µg subkutan alle zwei Wochen oder alle vier Wochen im Vergleich zu Placebo. Plegridy® – einmal alle zwei Wochen subkutan appliziert – erzielte alle primären und sekundären Endpunkte in Bezug auf eine deutliche Reduzierung der Krankheitsaktivität, einschließlich Rückfälle und Behinderungsprogression und zeigte ein günstiges Sicherheits- und Verträglichkeitsprofil nach einem und zwei Jahren.